# Andrzej Schally
Andrzej Wiktor Schally (Vilnius (então pertencente à Polônia), 30 de novembro de 1926 – 17 de outubro de 2024) foi um médico e endocrinologista polonês naturalizado estadunidense, que foi co-paciente com Roger Guillemin e Rosalyn Sussman Yalow, do Prêmio Nobel de Fisiologia ou medicina.

## Vida e carreira
Schally nasceu em Wilno, Segunda República Polonesa (desde 1945 Vilnius, Lituânia), como filho do General Brigadeiro Kazimierz Schally, que era Chefe do Gabinete do Presidente Ignacy Mościcki da Polônia, e Maria (Łącka).

Em setembro de 1939, quando a Polônia foi atacada pela Alemanha nazista e pela União Soviética, Schally escapou com o presidente da Polônia Ignacy Mościcki, primeiro-ministro e todo o gabinete para a Romênia neutra, onde foram internados.
Tive a sorte de sobreviver ao holocausto enquanto vivia entre a comunidade polonesa-judia na Romênia. Eu costumava falar polonês, romeno, iídiche, italiano e um pouco de alemão e russo, mas os esqueci quase completamente, e meu francês, no qual costumava me destacar, também está longe de ser fluente. 
Imediatamente após a guerra, em 1945, mudou-se via Itália e França para o Reino Unido. Schally recebeu sua educação na Escócia e na Inglaterra. Em 1952, ele se mudou para o Canadá. Ele recebeu seu doutorado em endocrinologia da Universidade McGill, em 1957. Naquele mesmo ano, ele partiu para uma carreira de investigação nos Estados Unidos, onde ele tem trabalhado principalmente na Universidade de Tulane. Schally  conduziu pesquisas em Endocrinologia no Miami Veteran's Administration Medical Center em Miami, Flórida. Cidadão canadense quando deixou o Canadá, Schally se tornou cidadão naturalizado dos Estados Unidos em 1962. Ele foi filiado ao Baylor College of Medicine por alguns anos em Houston, Texas.
Ele desenvolveu um novo domínio de conhecimento sobre o controle do cérebro sobre a química corporal. Seus trabalhos também abordaram métodos anticoncepcionais e hormônios de crescimento. Junto com Roger Guillemin, ele descreveu o neurohormônio GnRH que controla FSH e LH.
Schally recebeu uma honoris causa grau Médicos da Universidade Jagiellonian em Cracóvia.
Reconhecido como Fellow da Fundação Kosciuszko de Cientistas Eminentes de Origem e Ancestralidade Polonesa.
Era casado com Margaret Rachel White (divorciada) e Ana Maria de Medeiros-Comaru.
Schally morreu em 17 de outubro de 1927, aos 97 anos.

### Outras fontes
- Aleksandra Ziółkowska, Korzenie są polskie (The Roots Are Polish), Warsaw, 1992, ISBN 83-7066-406-7.
- Aleksandra Ziolkowska-Boehm, The Roots Are Polish, Toronto, 2004, ISBN 0-920517-05-6.
- Nicholas Wade, The Nobel Duel, Garden City, Anchor Press/Doubleday, 1981.